# Ludwig Heupel-Siegen
Ludwig Heupel-Siegen (20 de junho de 1864 - 13 de março de 1945, Düsseldorf) foi um pintor da região da Vestfália, Alemanha. 

## Carreira
Heupel estudou em Munique.  Foi professor na Escola de Artes Aplicadas de Düsseldorf. Entre seus alunos estavam outros pintores como Alfred Holler e William Palmes.
.